# Koumé-Bonis
Koumé-Bonis est une localité de la région Est du Cameroun située dans le département de Lom et Djerem. Elle se trouve plus précisément dans l'arrondissement de Bertoua I et dans le quartier de Gbaya.

## Population
En 2005, le village de Koumé-Bonis compte 1 103 habitants, dont 579  hommes et 524 femmes.

## Infrastructures
Le village de Koumé-Bonis comporte une zone industrielle d'exploitation de bois et des mines. La Mission de développement et d’aménagement des zones industrielles (MAGZI) assure la gestion de cette zone industrielle.